# IEEE 802.11d
IEEE 802.11d és una modificació de l'estàndard 802.11 per WLAN desenvolupat pel grup de treball 11 del comitè d'estàndards LAN/MAN del IEEE (IEEE 802), que millora els següents aspectes: paràmetres locals que depenen del país, com per exemple freqüències permeses, nivells de potència i amplada de banda permeses. IEEE 802.11d permet a un dispositiu autoconfigurar-se i operar d'acord amb les regulacions del país on es trobi. Aquesta configuració és a nivell de capa d'enllaç o MAC i de capa física o PHY. IEEE 802.11r fou ratificat el 2001.